# Dothiorella fraxinea
Dothiorella fraxinea är en svampart som beskrevs av Sacc. & Roum. 1884. Dothiorella fraxinea ingår i släktet Dothiorella och familjen Botryosphaeriaceae.   Inga underarter finns listade i Catalogue of Life.